# 宝岛杓蛤
宝岛杓蛤（学名：Cuspidaria multicarinata），是笋螂目杓蛤科杓蛤属的一种。主要分布于台湾，常栖息在深海。
寶島杓蛤的殼皮褐色，有3條放射肋；杓柄上有15條小放射肋，殼表佈滿微細的放射彫刻。在台灣龜山島海域發現。
WoMRS根據2010年的新近研究，認為本物種其實是阿氏帚形蛤的同種異名。